# پاتریک گیلو
پاتریک گیلو (انگلیسی: Patrick Guillou؛ زادهٔ ۱۶ آوریل ۱۹۷۰) بازیکن فوتبال اهل فرانسه است.
از باشگاه‌هایی که در آن بازی کرده‌است می‌توان به باشگاه فوتبال فرایبورگر، باشگاه فوتبال بوخوم، باشگاه فوتبال رن، باشگاه فوتبال سوشو، باشگاه فوتبال سن-اتین، باشگاه فوتبال هیبرنین، باشگاه فوتبال ستاره سرخ، و باشگاه فوتبال والسال اشاره کرد.